# Testa (botánica)
En botánica, la testa es la más externa de las dos capas que constituyen el episperma o tegumento que rodea a la semilla de las plantas espermatófitas. La capa más interna se denomina tegmen. La testa deriva de uno de los tegumentos del óvulo: la primina. La testa es usualmente de consistencia dura y resistente. Su función es la de proteger a la semilla del medio ambiente. Algunas semillas forman proyecciones de la testa que favorecen la absorción de agua en el momento de la germinación o que actúan como protección suplementaria. En casi todas las semillas, el micrópilo, a través del cual había penetrado el tubo polínico en el óvulo, persiste en forma de un pequeño orificio de la testa. En las angiospermas, un funículo une la semilla a la placenta por el interior de la pared del fruto. Al retirar la semilla queda una pequeña cicatriz o hilo que señala el punto de inserción del funículo.
En algunas gimnospermas, como Ginkgo y Cycas, la testa de las semillas presenta una consistencia blanda y carnosa y se denomina «sarcotesta», y, envolviendo el endosperma con el embrión, la más interna llamada «esclerotesta». La sarcotesta puede estar vascularizada y presentar aceites o desprender olor a ácido butírico, como en el caso de Ginkgo biloba.